# Bien privado

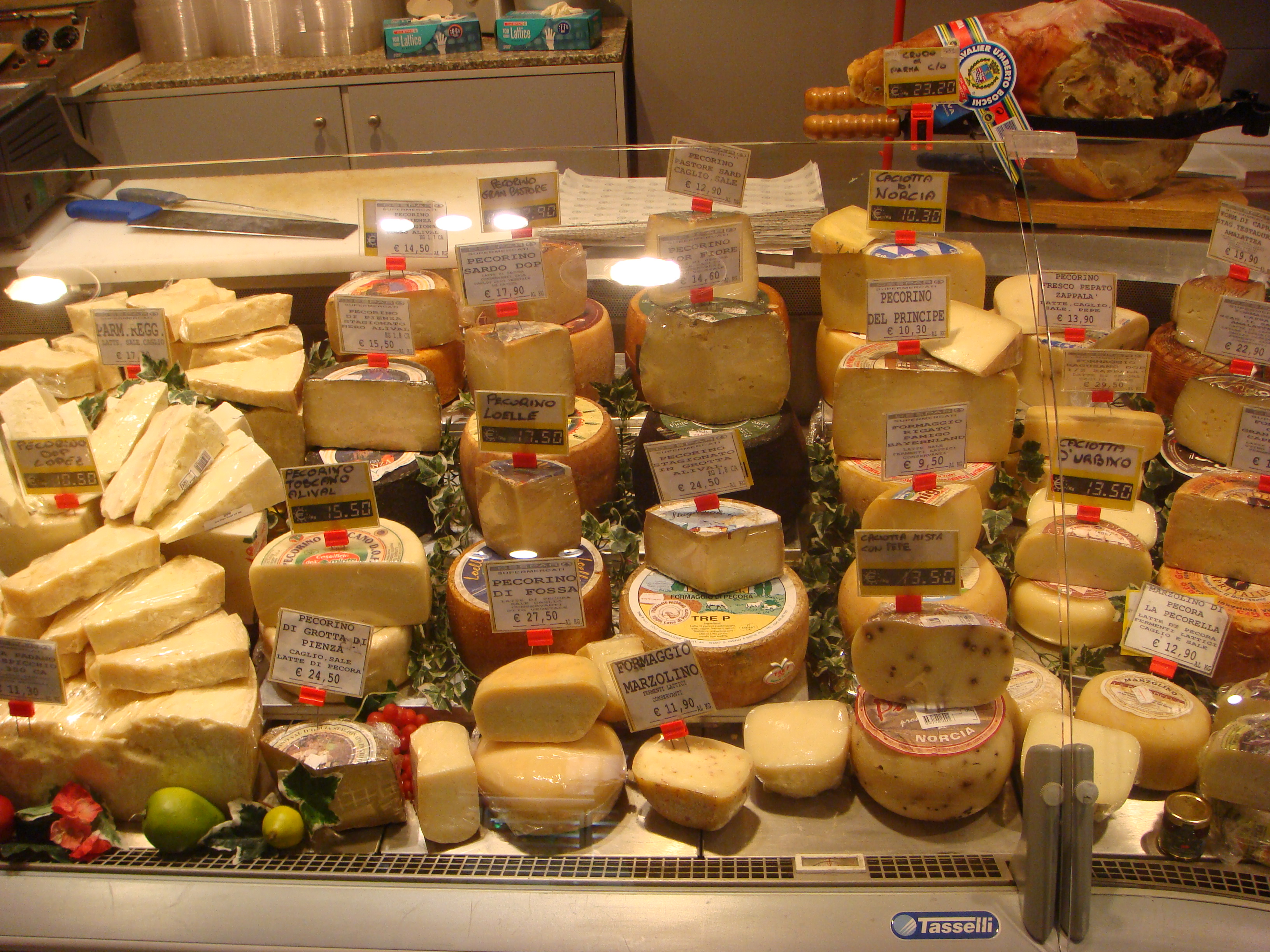
Estos quesos son bienes privados. Son rivales, ya que un mismo trozo de queso sólo puede consumirse una vez. También son excluíbles, ya que es posible que la tienda impida que alguien, como un no cliente que no pague el precio, consuma el queso, puesto que es de propiedad privada.

Un bien privado se define en economía como «un bien que produce beneficios positivos a las personas» que es excluíble, es decir, que sus propietarios pueden ejercer derechos de propiedad privada, impidiendo que quienes no han pagado por él utilicen el bien o consuman sus beneficios; y rival, es decir, que el consumo de uno impide necesariamente el de otro. Un bien privado, como recurso económico es escaso, lo que puede provocar competencia por él. La curva de demanda de mercado de un bien privado es la suma horizontal de las curvas de demanda individuales.
A diferencia de los bienes públicos, como el aire limpio o la defensa nacional, los bienes privados tienen menos probabilidades de sufrir el problema del free rider, en el que una persona se beneficia de un bien público sin contribuir a él. Suponiendo que un bien privado sea valorado positivamente por todos, la eficiencia en la obtención del bien se ve obstaculizada por su rivalidad; es decir, el consumo simultáneo de un bien rival es teóricamente imposible. La viabilidad de obtener el bien se ve dificultada por su excluibilidad, lo que significa que la gente tiene que pagar por él para disfrutar de sus beneficios.
Una de las formas más comunes de considerar los bienes en la economía es examinando el nivel de competencia en la obtención de un bien dado, y la posibilidad de excluir su consumo; uno no puede, por ejemplo, impedir que otro disfrute de una hermosa vista en un parque público, o de aire limpio.

## Ejemplo de bien privado
Un ejemplo de un bien privado es el pan: el pan que consume una determinada persona no puede ser consumido por otra (rivalidad), y es fácil que un panadero se niegue a intercambiar una hogaza (exclusividad).
Para ilustrar la característica de la suma horizontal, supongamos que sólo hay dos personas en esta economía y que
- La persona A comprará 0 barras de pan a 4 $,1 barra de pan a 3 $, 2 barras de pan a 2 $ y 3 barras de pan a 1 $.
- La persona B comprará 0 barras de pan a 6 $,1 barra de pan a 5 $, 2 barras de pan a 4 $, 3 barras de pan a 3 $, 4 barras de pan a 2 $ y 5 barras de pan a 1 $.

Como resultado, se puede derivar una nueva curva de demanda de mercado con los siguientes resultados:
| Precio por hogaza de pan | Hogazas de pan | Hogazas de pan | Hogazas de pan |
| ------------------------ | -------------- | -------------- | -------------- |
|                          | Persona A      | Persona B      | Total          |
| 6 $                      | 0              | 0              | 0              |
| 5 $                      | 0              | 1              | 1              |
| 4 $                      | 0              | 2              | 2              |
| 3 $                      | 1              | 3              | 4              |
| 2 $                      | 2              | 4              | 6              |
| 1 $                      | 3              | 5              | 8              |